# Prognatismo
El prognatismo (del griego πρo y γναθος, 'mandíbula adelante') consiste en un tipo de deformidad facial en la relación con la base esquelética de la mandíbula o el maxilar, en donde cualquiera de estos sobresale más allá de la línea imaginaria predeterminada en el plano coronal del cráneo.

## Etiología
Suele ser causado por diferentes factores, entre ellos, enfermedades hereditarias como el síndrome de Crouzon o el síndrome del nevo basocelular.o ser parte de la forma natural de la cara presentada en el nacimiento. En la especie humana se considera como un defecto importante (no solo estético) cuando se produce una desalineación entre el maxilar y la mandíbula, impidiendo el correcto encaje de la boca al cerrarla y causando dificultad para hablar, morder y masticar, además de  afectar psicológicamente con crisis depresivas de autovaloración en los ámbitos laboral y privado al que lo padece.

## Historia
Es generalmente muy visible en antecesores de la especie humana, como el Hombre de Cro-Magnon o en otras especies del género Homo, como los neandertales.
El prognatismo fue distintivo de la dinastía de los Habsburgo, una de cuyas ramas, la de la Casa de Austria, ostentó el trono de España durante los siglos XVI y XVII, desde el reinado de Carlos I hasta el de Carlos II. Debido a la endogamia habitual en dicha dinastía, el prognatismo se repitió en los sucesivos reyes españoles y sus descendientes; incluso a veces en sus esposas, que eran parientes más o menos lejanas.